# Lliga alemanya de futbol 2009-10

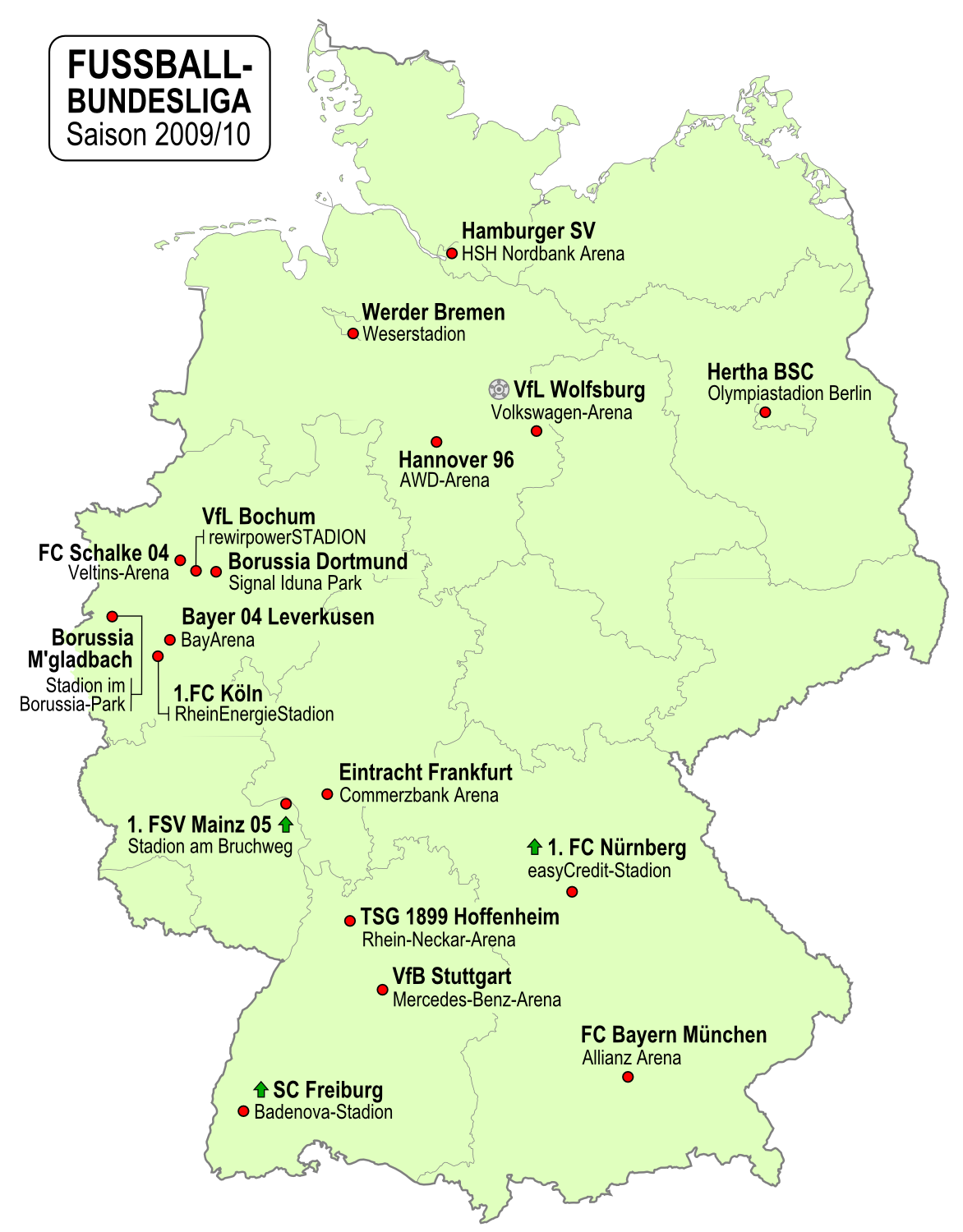
Localització dels equips de la Lliga alemanya de futbol 2009–10

La Lliga alemanya de futbol 2009−10 fou la 47a edició de la Lliga alemanya de futbol, la competició futbolística més important d'Alemanya. La temporada va començar el 7 d'agost de 2009 i finalitzà el 8 de maig de 2010.

## Equips
| Pos | Descensos de 1. Bundesliga |
| --- | -------------------------- |
| 16è | Energie Cottbus            |
| 17è | Arminia Bielefeld          |
| 18è | Karlsruher SC              |

| Pos | Ascensos de 2. Bundesliga |
| --- | ------------------------- |
| 1r  | SC Freiburg               |
| 2n  | 1. FSV Mainz 05           |
| 3r  | 1. FC Nürnberg            |

### Informació dels equips
| Club                                       | Ciutat          | Entrenador             | Estadi              | Aforament |
| ------------------------------------------ | --------------- | ---------------------- | ------------------- | --------- |
| Hertha BSC                                 | Berlín          | Friedhelm Funkel       | Olímpic de Berlín   | 74.228    |
| VfL Bochum                                 | Bochum          | Dariusz Wosz           | rewirpowerSTADION   | 31.328    |
| Werder Bremen                              | Bremen          | Thomas Schaaf          | Weserstadion        | 42.358    |
| Borussia Dortmund                          | Dortmund        | Jürgen Klopp           | Signal Iduna Park   | 80.708    |
| Eintracht Frankfurt                        | Frankfurt       | Michael Skibbe         | Commerzbank-Arena   | 52.300    |
| SC Freiburg                                | Friburg         | Robin Dutt             | Badenova-Stadion    | 25.000    |
| Hamburger SV                               | Hamburg         | Ricardo Moniz          | HSH Nordbank Arena  | 57.274    |
| Hannover 96                                | Hannover        | Mirko Slomka           | AWD-Arena           | 49.000    |
| TSG 1899 Hoffenheim                        | Sinsheim        | Ralf Rangnick          | Rhein-Neckar-Arena  | 30.000    |
| 1. FC Köln                                 | Colònia         | Zvonimir Soldo         | RheinEnergieStadion | 50.374    |
| Bayer 04 Leverkusen                        | Leverkusen      | Jupp Heynckes          | BayArena            | 30.000    |
| 1. FSV Mainz 05                            | Magúncia        | Thomas Tuchel          | Stadion am Bruchweg | 20.300    |
| Borussia Mönchengladbach                   | Mönchengladbach | Michael Frontzeck      | Borussia Park       | 54.067    |
| FC Bayern München                          | Múnic           | Louis van Gaal         | Allianz Arena       | 69.901    |
| 1. FC Nürnberg                             | Núremberg       | Dieter Hecking         | easyCredit-Stadion  | 46.780    |
| FC Schalke 04                              | Gelsenkirchen   | Felix Magath           | Veltins-Arena       | 61.482    |
| VfB Stuttgart                              | Stuttgart       | Christian Gross        | Mercedes-Benz Arena | 58.000    |
| VfL Wolfsburg                              | Wolfsburg       | Lorenz-Günther Köstner | Volkswagen Arena    | 30.122    |
| Dades actualitzades el 29 d'abril de 2010. |                 |                        |                     |           |

### Canvi d'entrenadors
| Club            | Entrenador sortint       | Data                   | Reemplaçat per                  |
| --------------- | ------------------------ | ---------------------- | ------------------------------- |
| 1. FSV Mainz 05 | Jørn Andersen            | 3 d'agost de 2009      | Thomas Tuchel                   |
| Hannover 96     | Dieter Hecking           | 30 d'agost de 2009     | Andreas Bergmann                |
| VfL Bochum      | Marcel Koller            | 20 de setembre de 2009 | Frank Heinemann (interí)        |
| Hertha BSC      | Lucien Favre             | 28 de setembre de 2009 | Karsten Heine (interí)          |
| Hertha BSC      | Karsten Heine (interí)   | 3 d'octubre de 2009    | Friedhelm Funkel                |
| VfL Bochum      | Frank Heinemann (interí) | 27 d'octubre de 2009   | Heiko Herrlich                  |
| VfB Stuttgart   | Markus Babbel            | 6 de desembre de 2009  | Christian Gross                 |
| 1. FC Nürnberg  | Michael Oenning          | 21 de desembre de 2009 | Dieter Hecking                  |
| Hannover 96     | Andreas Bergmann         | 19 de gener de 2010    | Mirko Slomka                    |
| VfL Wolfsburg   | Armin Veh                | 25 de gener de 2010    | Lorenz-Günther Köstner (interí) |
| Hamburger SV    | Bruno Labbadia           | 26 d'abril de 2010     | Ricardo Moniz (interí)          |
| VfL Bochum      | Heiko Herrlich           | 29 d'abril de 2010     | Dariusz Wosz (interí)           |

## Equips perlands
| Regió                  | Núm. | Equips                                                                                                   |
| ---------------------- | ---- | --- |
| Rin del Nord-Westfàlia | 6    | Vfl Bochum, Borussia Dortmund, 1. FC Köln, Bayer 04 Leverkusen, Borussia Mönchengladbach i FC Schalke 04 |
| Baden-Württemberg      | 3    | TSG 1899 Hoffenheim, SC Freiburg i VfB Stuttgart                                                         |
| Baviera                | 2    | FC Bayern München i 1. FC Nürnberg                                                                       |
| Baixa Saxònia          | 2    | Hannover 96 i VfL Wolfsburg                                                                              |
| Berlín                 | 1    | Hertha BSC                                                                                               |
| Bremen                 | 1    | Werder Bremen                                                                                            |
| Hamburg                | 1    | Hamburger SV                                                                                             |
| Hessen                 | 1    | Eintracht Frankfurt                                                                                      |
| Renània-Palatinat      | 1    | 1. FSV Mainz 05                                                                                          |

## Classificació
| #   | Equip                    | PJ | G  | E  | P  | GF | GC | Dif | Pts |
| --- | ------------------------ | -- | -- | -- | -- | -- | -- | --- | --- |
| 1r  | FC Bayern München        | 34 | 20 | 10 | 4  | 72 | 31 | +41 | 70  |
| 2n  | FC Schalke 04            | 34 | 19 | 8  | 7  | 53 | 31 | +22 | 65  |
| 3è  | Werder Bremen            | 34 | 17 | 10 | 7  | 71 | 40 | +31 | 61  |
| 4t  | Bayer 04 Leverkusen      | 34 | 15 | 14 | 5  | 65 | 38 | +27 | 59  |
| 5è  | Borussia Dortmund        | 34 | 16 | 9  | 9  | 54 | 42 | +12 | 57  |
| 6è  | VfB Stuttgart            | 34 | 15 | 10 | 9  | 51 | 41 | +10 | 55  |
| 7è  | Hamburger SV             | 34 | 13 | 13 | 8  | 56 | 41 | +15 | 52  |
| 8è  | VfL Wolfsburg            | 34 | 14 | 8  | 12 | 64 | 58 | +6  | 50  |
| 9è  | 1. FSV Mainz 05          | 34 | 12 | 11 | 11 | 36 | 42 | −6  | 47  |
| 10è | Eintracht Frankfurt      | 34 | 12 | 10 | 12 | 47 | 54 | −7  | 46  |
| 11è | TSG 1899 Hoffenheim      | 34 | 11 | 9  | 14 | 44 | 42 | +2  | 42  |
| 12è | Borussia Mönchengladbach | 34 | 10 | 9  | 15 | 43 | 60 | −17 | 39  |
| 13è | 1. FC Köln               | 34 | 9  | 11 | 14 | 33 | 42 | −9  | 38  |
| 14è | SC Freiburg              | 34 | 9  | 8  | 17 | 35 | 59 | −24 | 35  |
| 15è | Hannover 96              | 34 | 9  | 6  | 19 | 43 | 67 | −24 | 33  |
| 16è | 1. FC Nürnberg           | 34 | 8  | 7  | 19 | 32 | 58 | −26 | 31  |
| 17è | VfL Bochum               | 34 | 6  | 10 | 18 | 33 | 64 | −31 | 28  |
| 18è | Hertha BSC               | 34 | 5  | 9  | 20 | 34 | 56 | −22 | 24  |

|  |                                                                                       |
|  | Classificats per a la fase de grups de la Lliga de Campions de la UEFA 2010−11.       |
|  | Classificat para la ronda de play-off de la Lliga de Campions de la UEFA 2010−11.     |
|  | Classificats per a la ronda de play-off de la Lliga de Campions de la UEFA 2010−11.   |
|  | Classificat per a la tercera ronda prèvia de la Lliga de Campions de la UEFA 2010−11. |
|  | Promoció por la permanència contra el tercer lloc de la 2. Bundesliga.                |
|  | Baixats a la 2. Bundesliga.                                                           |